# Choerospondias
Choerospondias là chi thực vật có hoa thuộc họ Đào lộn hột (Anacardiaceae).

## Các loài
Chi này chỉ gồm 2 loài được chấp nhận:
- Choerospondias auriculata D.Chandra
- Choerospondias axillaris (Roxb.) B.L.Burtt & A.W.Hill (xoan nhừ, xuyên cóc)